# Gelasma sasakii
Gelasma sasakii är en fjärilsart som beskrevs av Matsumura 1917. Gelasma sasakii ingår i släktet Gelasma och familjen mätare. Inga underarter finns listade i Catalogue of Life.